# Novaggio
Novaggio är en ort och kommun  i distriktet Lugano i kantonen Ticino, Schweiz. Kommunen har 835 invånare (2023).